# Cratere Zsigmondy
Zsigmondy è un cratere lunare intitolato al chimico austro-tedesco di origine ungherese Richard A. Zsigmondy. È posizionato oltre il bordo nordoccidentale della faccia nascosta della Luna. 
Il bordo di Zsigmondy è eroso e distorto, con un profilo poligonale. Esso sovrasta un altro cratere di dimensioni simili, 'Zsigmondy S', lungo il bordo ovest. Un paio di piccoli crateri si stendono sul bordo occidentale, e altri due sono situati sulla parete interna a sud-est. All'interno, il fondo è relativamente pianeggiante nella metà occidentale con una bassa sporgenza vicina al centro.
Contiguo al bordo sudorientale del cratere si trova il cratere Omar Khayyam, che si estende all'interno del più grande cratere Poczobutt. Più a est, lungo il bordo settentrionale di Poczobutt, si trova il cratere Smoluchowski.

## Crateri correlati
Alcuni crateri minori situati in prossimità di Zsigmondy sono convenzionalmente identificati, sulle mappe lunari, attraverso una lettera associata al nome.
| Zsigmondy | Latitudine | Longitudine | Diametro |
| --------- | ---------- | ----------- | -------- |
| A         | 62,8° N    | 102,6° W    | 63 km    |
| S         | 59,7° N    | 106,7° W    | 64 km    |
| Z         | 62,1° N    | 104,9° W    | 23 km    |